# BAFTA al millor documental
Els premis BAFTA al millor documental és un premi atorgat per la British Academy of Film and Television Arts (BAFTA) acaba any al millor documental. Antigament era conegut com a Robert Flaherty Award. El BAFTA és una organització britànica que allotja els premis anuals mostra per al cinema, la televisió, el cinema i la televisió dels nens, i els mitjans interactius. El premi al millor documental va ser presentat per l'Acadèmia entre el 1948 i el 1990. El 2012, l'Acadèmia va tornar a introduir aquesta categoria en reconeixement del nombre de documentals d'alta qualitat estrenats en sales de cinema al Regne Unit cada any.

## Guanyadors
† - Guanyador del premi Oscar.
| Any  | Pel·lícula                                |
| ---- | ----------------------------------------- |
| 1948 | Louisiana Story                           |
| 1949 | Daybreak in Udi †                         |
| 1950 | The Undefeated                            |
| 1951 | Beaver Valley                             |
| 1952 | Royal Journey                             |
| 1953 | The Conquest of Everest                   |
| 1954 | The Great Adventure (Det Stora äventyret) |
| 1955 | The Vanishing Prairie †                   |
| 1956 | On the Bowery                             |
| 1957 | Journey Into Spring                       |
| 1958 | Glass †                                   |
| 1959 | The Savage Eye                            |
| 1960 | Dispute                                   |
| 1961 | Volcano (Le Rendezvous du diable)         |
| 1962 | Four Line Conics                          |
| 1963 | Individual Honour                         |
| 1964 | Nobody Waved Good-bye                     |
| 1965 | Tokyo Olympiad                            |
| 1966 | Goal! The World Cup                       |
| 1967 | To Die in Madrid                          |
| 1968 | In Need of Special Care                   |
| 1969 | Prologue                                  |
| 1970 | Sad Song of Yellow Skin                   |
| 1971 | The Hellstrom Chronicle †                 |
| 1972 | Cutting Oils and Fluids                   |
| 1973 | Grierson                                  |
| 1974 | Cree Hunters of Mistassini                |
| 1975 | The Early Americans                       |
| 1976 | The Canadians (Los Canadienses)           |
| 1977 |                                           |
| 1978 | The Silent Witness                        |
| 1979 | The Tree of Wooden Clogs                  |
| 1980 |                                           |
| 1981 | Soldier Girls                             |
| 1982 |                                           |
| 1983 | Schindler                                 |
| 1984 | 28 Up                                     |
| 1985 | Leonard Bernstein's West Side Story       |
| 1986 | Shoah                                     |
| 1987 | Baka – People of the Rainforest           |
| 1988 | Death on the Rock                         |
| 1989 | Four Hours in My Lai                      |
| 2011 | Senna                                     |
| 2012 | Searching for Sugar Man                   |